# Волго-Балтійський водний шлях
59°58′ пн. ш. 30°10′ сх. д. / 59.967° пн. ш. 30.167° сх. д.

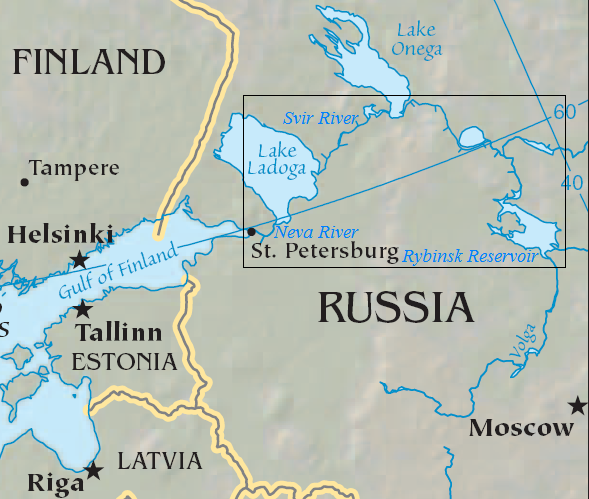
Мапа Волго-Балтійського водного шляху

Во́лго-Балті́йський во́дний шлях (раніше — Маріїнська водна система) — система каналів, і озер на північному заході Російської Федерації, що сполучує Волгу з Балтійським морем. Прямує через Рибінське водосховище до міста Череповець, річку Шексна, Білозерський канал, річку Ковжа, Маріїнський канал, річку Витегра, Онезький канал, Онезьке озеро, річку Свір, Ладозьке озеро і річку Нева. Маріїнську водну систему споруджено у XIX сторіччі, після корінної реконструкції в 1964 році, отримав сучасну назву. Довжина шляху становить приблизно 1100 км, глибина судноплавного фарватеру — не менше 4 м, що забезпечує прохід суден тоннажністю до 5 000 т. Продовженням Волго-Балтійського шляху є Біломорсько-Балтійський канал, що з'єднує Онезьке озеро з Білим морем.

## Історія створення
Вихід Росії до Балтійського моря у XVIII сторіччі, зростання ролі Петербурга вимагали зручних водних сполучень нової столиці з внутрішніми районами країни. Було створено 3 водних шляхи — Вишньоволоцька водна система (рух відкрито в 1709 р.), Тихвінська (1811) і Маріїнська (1810). Траса Маріїнської водної системи починалася у Рибінська, далі йшла по Шексні, Білим озером, Ковжі, штучному Маріїнському (пізніше Новомаріїнському) каналу, прокладеному через вододіл між басейном Волги і Онезьким озером, потім по Витегрі, Онезькому озеру, Свірі, Ладозьким озером і Невою (близько 1100 км). Власне Маріїнською системою була частина шляху від Волги до Онезького озера. У 1829 р., було відкрито Північно-Двінський канал, який з'єднав Шексну і Кубенське озеро. Він поєднав систему через Сухону і Північну Двіну з Білим морем. Для безпечнішого плавання невеличких суден по Онезькому і Ладозькому озерам були прокладено обхідні канали — Білозерський, Онезький і Новоладозький. Для свого часу Маріїнська система була видатною гідротехнічною спорудою і мала велике економічне значення, але попри проведену наприкінці XIX ст. реконструкцію вона вже не задовольняла транспортні потреби країни.
Створення нового водного шляху між Онезьким озером і Волгою почалося після німецько-радянської війни, розгорнулося в 1960 р.; 5 червня 1964 р. Волго-Балтійський водний шлях було відкрито.

## Опис

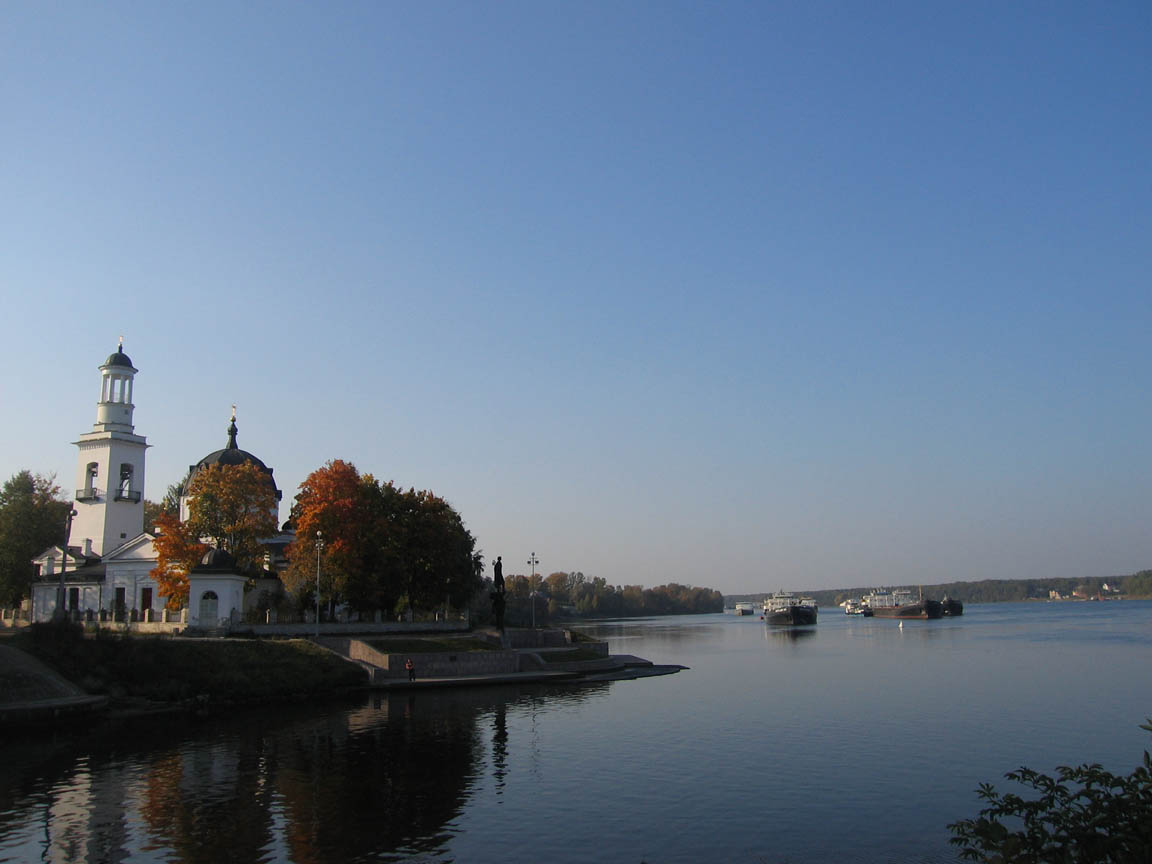

Цей шлях — ланка єдиної глибоководної транспортної системи Європейської частини Росії, забезпечує з'єднання водних шляхів, що виходять до Балтійського, Білого, Каспійського, Чорного і Азовського морів.
Волго-Балт — це складний комплекс інженерних об'єктів, що містить 4900 км експлуатованих водних шляхів, а саме 3270 км з гарантованими габаритами, 11 шлюзів з напором від 11 до 18 метрів, три гідроелектростанції, 25 земляних гребель і дамб, 12 поромних переправ, 9 мостових переходів, 8 маяків в Ладозькому озері, понад 5000 знаків судноплавної обстановки, 273 одиниці обслуговуючого флоту.
Загальна довжина шляху між Онезьким озером і містом Череповець — 368 км. Шлях проходить місцями по трасі колишньої Маріїнської системи, місцями відхиляючись від неї. У мережі 5 потужних гідровузлів з 7 однокамерними однониточними шлюзами. На північному схилі 4 гідровузла — Витегорський, Білоусовський, Новинковський і Пахомовський — розташовані на підйомі від Онезького озера до вододілу (80 м). П'ятий гідровузол (Череповецький) — на південному схилі на Шексні, за 50 км вище Череповця.
На північному схилі траса шляху збігається з руслом Витегри і проходить по водосховищах, утворених гідровузлами. Вододільний б'єф тягнеться від Пахомовського гідровузла на Витегрі до Череповецького гідровузла на Шексні. Судноплавна траса тут проходить вододільним каналом завдовжки 40 км (від Пахомовського гідровузла до селища Анненський Міст), далі по Ковжі, Білому озері і Шексні. Траса південного схилу проходить по Шексні, знаходиться в підпорі Рибинського водосховища.
Волго-Балтійский водний шлях доступний для суден вантажопідйомністю близько 5000 т, вантажі перевозяться без перевалки. Судна йдуть озерами (замість руху по обхідним каналами). Переважають перевезення в самохідних вантажних судах; ведеться наскрізна буксирування плотів. Різко зросла швидкість перевезень (Череповець — Санкт-Петербург 2,5—3 доби проти 10—15 до реконструкції). Значно зріс вантажообіг Волго-Балтійського водного шляху порівняно зі старою Маріїнською системою; збільшилася питома вага змішаних залізнично-водних перевезень. Найважливіші вантажі: з Кольського півострова (через Кандалакшу) залізорудний концентрат на Череповецький металургійний комбінат; хибінський апатит, апатитовий концентрат, карельський граніт і діабаз в різні райони країни; ліс і пиломатеріали з Архангельської та Вологодської областей на Південь, Санкт-Петербург і на експорт; чорний метал з Череповця, донецьке і кузнецьке вугілля, уральський сірчаний колчедан, солікамські калійні солі — для Північного Заходу і на експорт; баскунчацька сіль (особливо для Мурманська); зерно. У танкерах з Волги йдуть нафтовантажі для Північного Заходу, та на експорт (див. Волготанкер). Через Санкт-Петербург на Волго-Балтійський водний шлях надходять імпортні вантажі для різних районів країни. У пасажирському русі значна кількість туристських теплоходів (маршрути з Санкт-Петербурга в Москву, Астрахань, Ростов-на-Дону, Перм тощо).
За навігаційний сезон 2007, зростання вантажопотоку становило 11 %. [недоступне посилання з квітня 2019]